# Maurice Couve de Murville (évêque)
Maurice Noël Léon Couve de Murville, né le 27 juin 1929 à Saint-Germain-en-Laye et mort le 3 novembre 2007 à Littlehampton, Royaume-Uni, est un homme d'Église britannique, ancien archevêque de Birmingham.

## Biographie
C’est le cousin du diplomate et homme politique français Maurice Couve de Murville.
Après des études secondaires au collège catholique de Downside, il obtient différents diplômes au Trinity College de Cambridge, à l'Institut catholique de Paris et à l'École des études orientales et africaines de l'université de Londres.
Il est ordonné prêtre le 29 juin 1957 puis travaille comme aumônier à l'université de Cambridge et à l'université du Sussex.
Le 22 janvier 1982 le pape Jean-Paul II le nomma archevêque de Birmingham. La consécration épiscopale lui est donné par l'archevêque Bruno Heim avec, comme coconsécrateurs, l'archevêque Jean-Marie Lustiger et l'évêque Christopher Butler.
Le 12 juin 1999, le pape Jean Paul II accepte sa demande de démission présentée pour raison de santé.
Il meurt le 3 novembre 2007 dans une clinique de Littlehampton des suites d’un cancer du pancréas.

## Succession apostolique
Maurice Couve de Murville a ordonné les évêques suivants :
- Évêque Crispian Hollis (en) (1987)
- Évêque Philip Pargeter (en) (1990)
- Évêque Terence Brain (en) (1991)
- Évêque Brian Michael Noble (en) (1995)